# Willink van Collenprijs

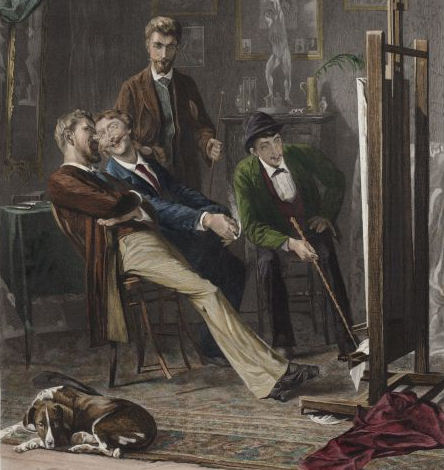
Unter Freunden von Nicolaas van der Waay, Preisträger des ersten Willink van Collenprijs.
Von links nach rechts: Jan Hillebrand Wijsmuller, Van der Waay, Ferdinand Oldewelt und Ernst Witkamp.

Der Willink van Collenprijs ist ein niederländischer Kunstpreis, der erstmals 1880 von der Sociëteit Arti et Amicitiae zu Amsterdam vergeben wurde. Als Förderpreis für junge Künstler der Tafelmalerei war er begehrt und wurde als nationaler Gegenpol zum damals sehr populären Salon de Paris verstanden. Sein Bestehen von über 71 Jahren ist Zeugnis für eine erfolgreiche Kunstpolitik am Rande des Mäzenatentums.

## Zur Vorgeschichte
Der Amsterdamer Maler Wilhelm Ferdinand Willink van Collen (1847–1878) und seine Frau Anna Bosse waren große Kunstliebhaber. Nach seinem Tod hinterließ Willink Collen der bekannten Amsterdamer Institution Arti et Amicitiae eine Summe von 30.000 Gulden, die dann dafür zu verwenden sei, junge Künstler zu unterstützen. Dies geschah auch vor dem Hintergrund der zu jener Zeit bestehenden bzw. wirkenden Malerschulen wie Düsseldorfer Malerschule, Kopenhagener Schule und Münchner Schule, der Großherzoglich-Sächsische Kunstschule Weimar, der Académie des Beaux-Arts zu Paris, Schule von Barbizon und die Accademia di Belle Arti di Firenze sowie der neuen französischen Bewegung des Impressionismus, um dem niederländischen Nachwuchs eine Chance zu geben. In dem Königreich der vereinigten Niederlanden bestand das Problem der Kunstförderung. Nur durch private Träger wie Arti et Amicitiae war überhaupt die Förderung des Künstlernachwuchses möglich. Der Staat sprang erst dann ein, wenn nichts mehr ging. Diese Situation begann sich erst zum Ende des 19. Jahrhunderts zu ändern, was auch auf den damaligen König Willem III. zurückging.

## Einfluss aus Paris

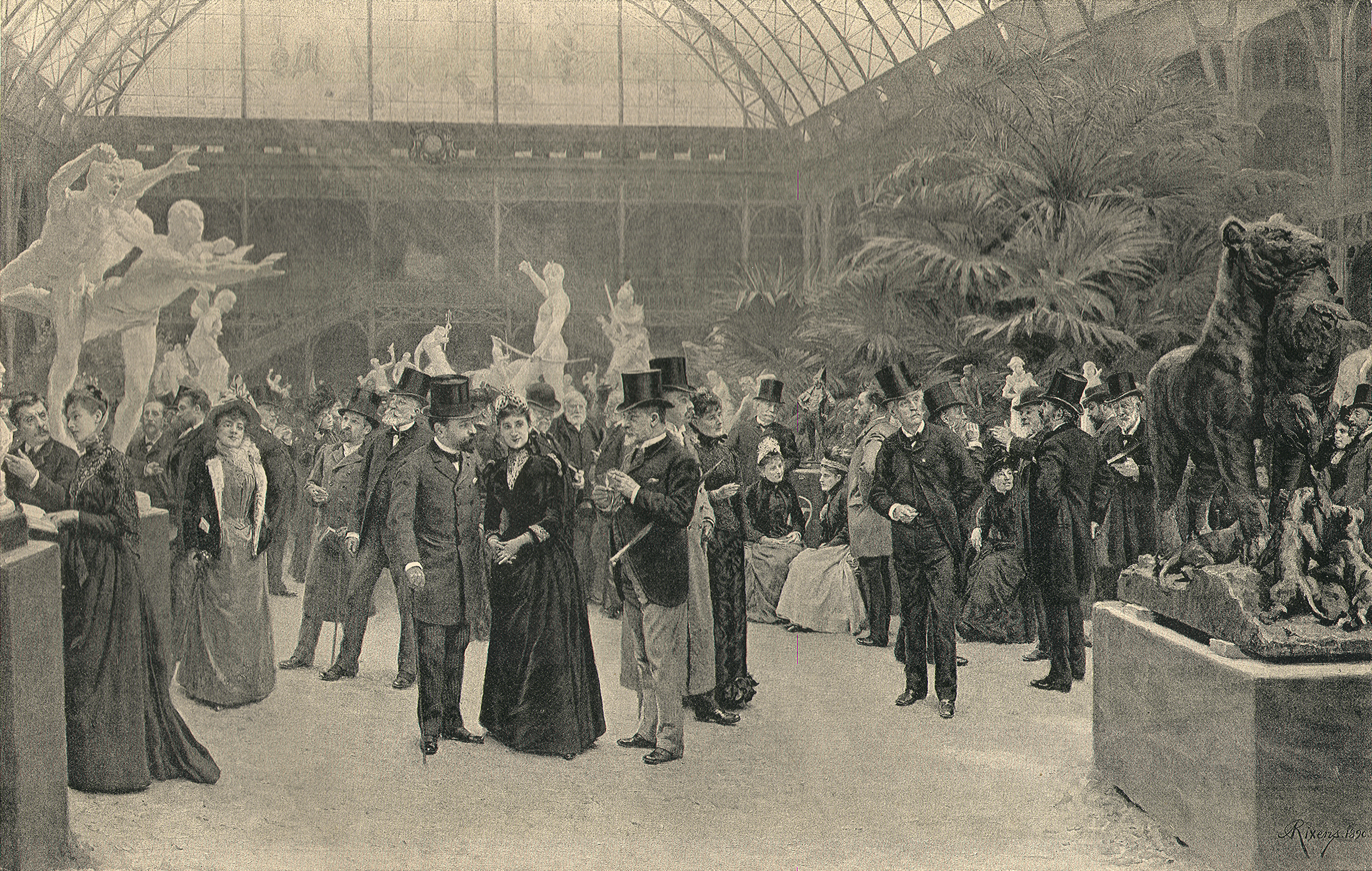
Der Pariser Salon in 1890.

Die jährliche Ausstellung des Pariser Salon war das wichtigste Ereignis für die Maler und Kunstwelt in Europa. Paris war der Mittelpunkt für die Kunst der Tafelmalerei geworden. Dort ausstellen zu dürfen war mit hohen Anforderungen verbunden, die von einer Jury mit strengen Auflagen verbunden war. Es wurden fünf Preise vergeben. Dies waren zwei Goldmedaillen und drei Silbermedaillen. Darüber hinaus wurde die „Belobigung“ und die „Ehrenhafte Erwähnung“ ausgesprochen.
In dem Königreich der Niederlande hatte man nun dank des Vermächtnisses von Wilhelm Ferdinand Willink van Collen die niederländische Antwort gefunden. Dies war nicht der einzige Preis; hier nahm noch der Davidsfond eine wichtige Stellung ein, der allerdings nur 10.000 Gulden sein Eigen nennen konnte. Die hier gewonnene Verrentung war nur für junge und talentierte Künstler bestimmt.

## Der neue Kunstpreis

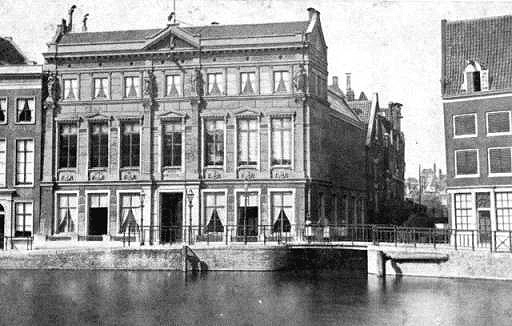
Das Haus der Sociëteit Arti et Amicitiae in der alten städtebaulichen Situation am Gracht Rokin, von wo aus der Willink van Collenprijs vergeben wurde.

Die Vorstand der Vereinigung Arti et Amicitiae entschied, einen jährlichen Malerwettbewerb für alle niederländischen Künstler, die einen Wohnsitz im Königreich hatten und noch nicht das dreißigste Lebensalter vollendet hatten, auszuschreiben. Später wurde die Altersgrenze auf 35 Jahre angehoben. Die Bilder mussten unsigniert übergeben werden und wurden dann von der Jury anonym bewertet. Neben dem ersten Preis wurde zusätzlich eine Prämie vergeben – quasi als zweiter Platz – und als dritter Platz noch eine Belobigung ausgesprochen, was nicht immer üblich war. Dieser Vorgehensweise wurde bis 1893 beibehalten. Bei genauer Betrachtung entspricht dies in etwa der Preisstaffelung des Pariser Salons.
Bei den Preisbelegungen fällt auf, dass die Jury eher der traditionellen Kunstauffassung verhaftet war. Die Jury hatte mit einem Problem der besonderen Art zu kämpfen. Das Niveau der eingereichten Arbeiten war recht schwankend. Im Jahre 1891 wurde beschlossen, ein schwieriges Thema für diesen Wettbewerb auszuwählen, um Maler mit einer unzureichenden Ausbildung abzuschrecken. Im darauf folgenden Jahr entschied sich die Jury keinen ersten Preis zu vergeben, weil ihrer Meinung nach bei den eingereichten Arbeiten „keinen ausreichender künstlerischer Wert“ vorhanden war. Einige der Themen waren „Ausdruck im Kopf“ (1891), „Ein Ereignis in der nationalen Geschichte“ (1892), „Das Leben von Willem de Zwijger“ (1932) und „Sommer“ (1935).

## Keine Preisvergabe und ihre Folgen
Im Jahre 1893 wurde ein Wettbewerb für ein Wandbild in einem Kunstgebäude ausgeschrieben. Es gingen sieben Arbeiten ein, die enttäuschten. Daraufhin wurde erstmals in der Geschichte weder ein Preis noch eine Belobigung ausgesprochen. Im Jahre 1894 beschloss der Vorstand, das Geld aus dem Fonds von Willink van Collen für den Kauf des Gemäldes „Im Schnee“ von George Hendrik Breitner, eine Studienreise für drei Studenten der Rijksakademie van beeldende kunsten  zu Amsterdam während der Osterferien und für in London lebende holländische Künstler zu verwenden.
Die Politik des Vorstandes, das Geld aus dem Fonds anders als vorgegeben auszuschütten, lief einer ganzen Reihe von Künstlern gegen den Strich. Neunundzwanzig Maler, darunter Berühmtheiten wie Hendrik Willem Mesdag, die Gebrüder Jacob Maris und Willem Maris, Paul Gabriël und Louis Apol setzten einen gemeinsamen Brief auf, um gegen diese Vorgehensweise zu protestieren. Auf diesen Druck hin wurde im Jahre 1896 wieder ein Wettbewerb ausgeschrieben, der 1950 letztmals vergeben wurde. Es gab fortan nur einen Sieger, allerdings wurden in den Jahren 1807, 1906 und 1910 mehrere erste Plätze vergeben.
Die Vergabe dieses Förderpreises dauerte 71 Jahre an, verbunden mit Unterbrechungen, dies als Konsequenz der historischen Ereignisse und der Vergabepolitik der Trägerschaft.

## Preisträger

### Gewinner 1880–1893
- 1880 Nicolaas van der Waay
- 1881 kein erster Platz
- 1882 Ernst Witkamp
- 1883 Jan Hillebrand Wijsmuller
- 1884 Wally Moes
- 1885 Jan Hoynck van Papendrecht
- 1886 Jan Voerman
- 1887 Henry Luyten
- 1888 Willem Bastian Tholen
- 1889 Johannes Akkeringa
- 1890 Johannes Graadt van Roggen
- 1891 kein erster Platz
- 1892 kein erster Platz
- 1893 keine Preisvergabe

### Gewinner nach 1896
- 1896 Marius Bauer
- 1897 Minca Bosch Reitz, Theo Molkenboer und Joh. Vlaanderen
- 1898 Gerrit Haverkamp
- 1904 Hendrik Jan Wolter
- 1905 Cornelis Vreedenburgh
- 1906 Barend Polvliet und Lizzy Ansingh
- 1909 J.G. van Caspel, C.J. van der Hoef, Georg Rueter und David Schulman
- 1910 Elsa van Doesburgh, Marie van Hove, Bern. A. van Beek und Ed Gerdes
- 1913 Gerard Johan Staller
- 1914 Salomon Garf
- 1917 Nicolas Friedrich Heinrich Cevat, „Riviergezicht“
- 1931 Tinus van Doorn
- 1932 Dick Ket
- 1939 Theo Kurpershoek
- 1950 Henk Willemse

## Galerie herausragender Preisträger

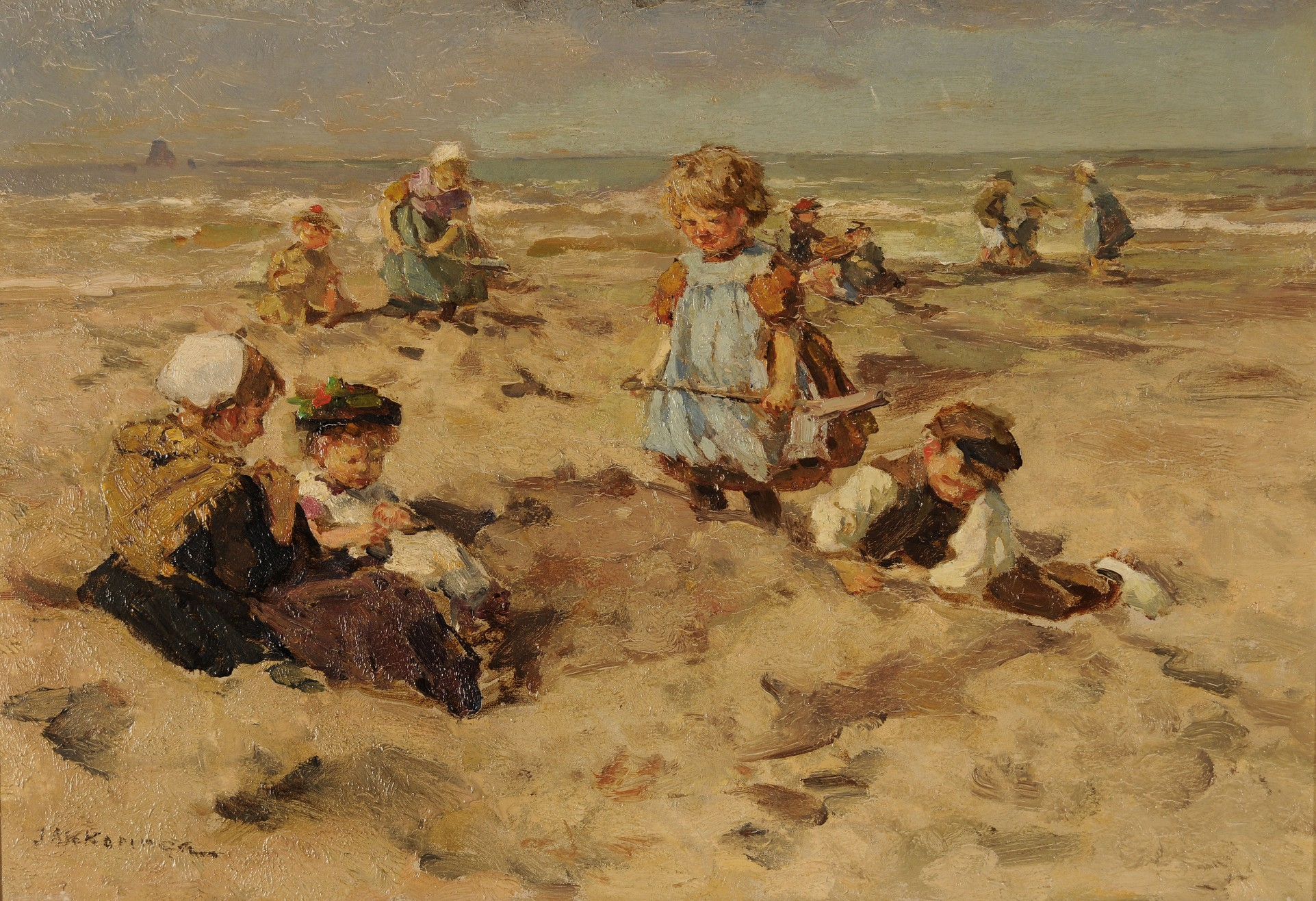
Johannes Akkeringa: Kinder am Strand, Privatbesitz.
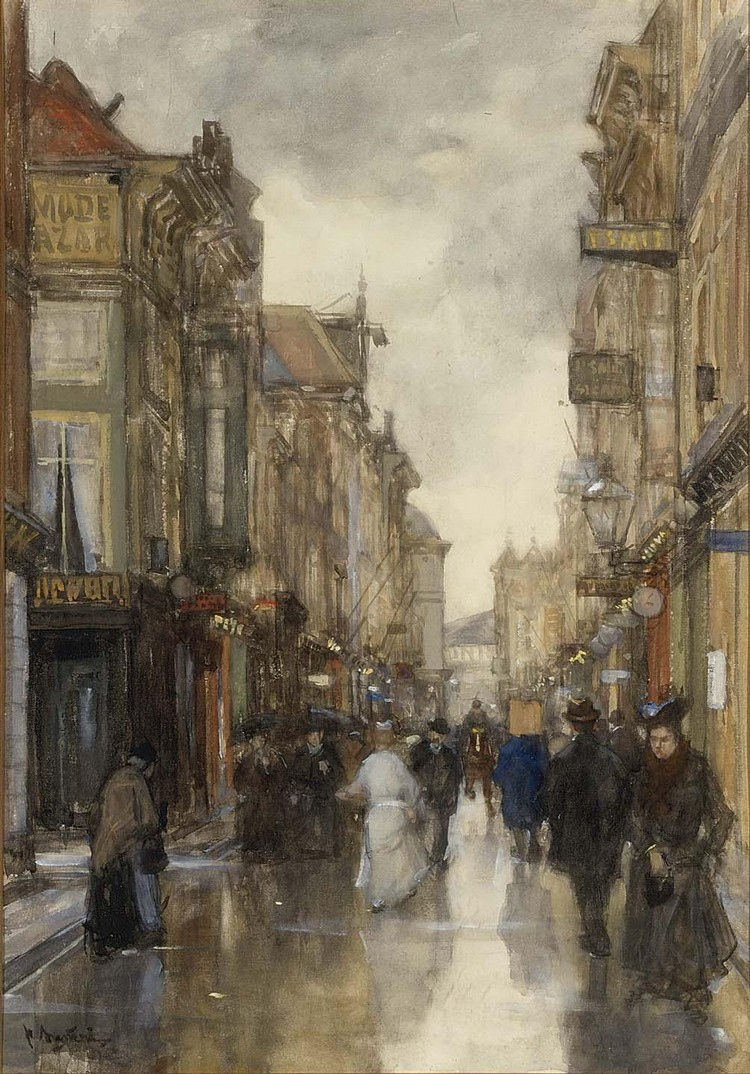
Floris Arntzenius (1900): Spuistraat, Privatbesitz.
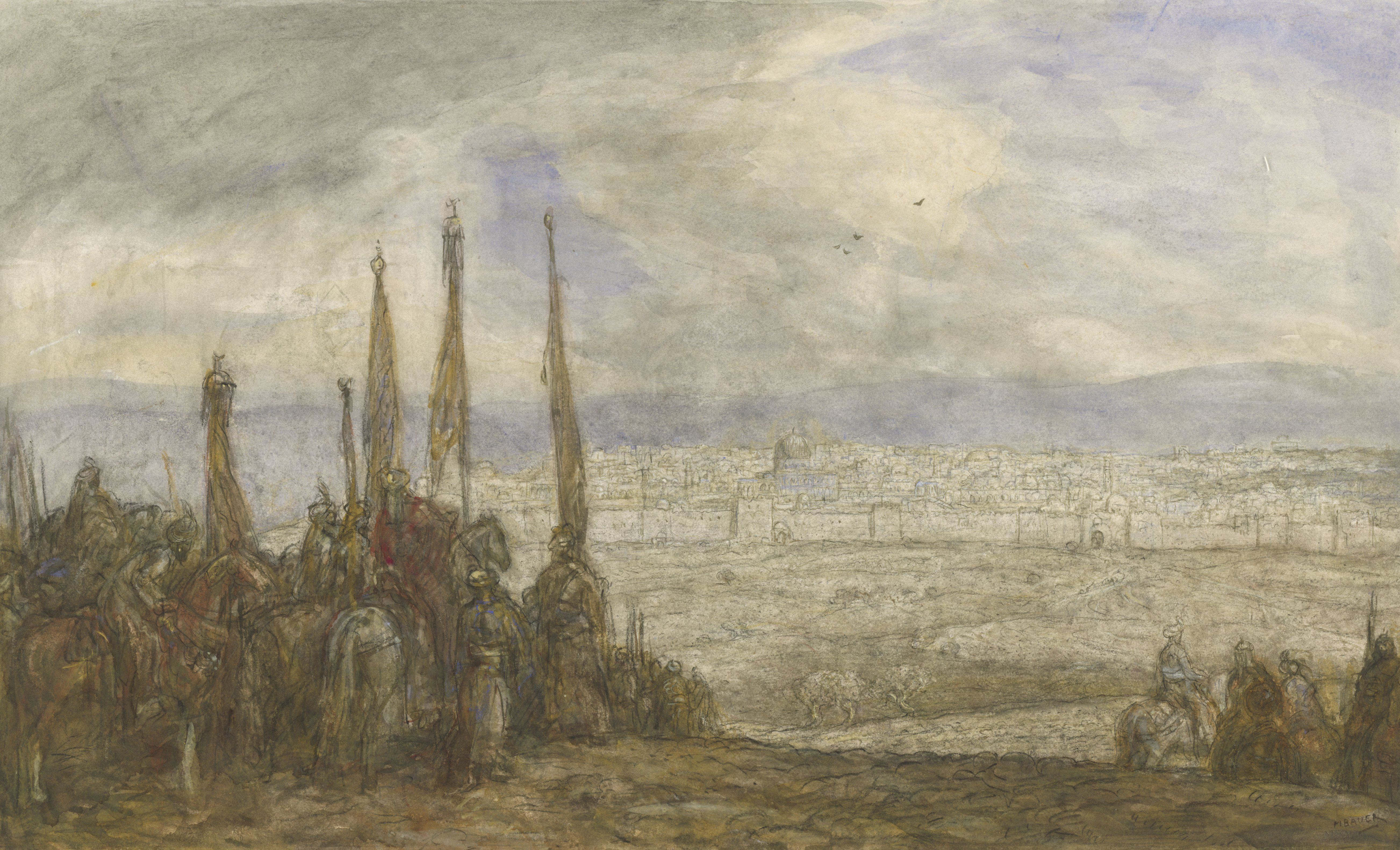
Marius Bauer (1877/1932): Türken lagern vor Jerusalem, Rijksmuseum zu Amsterdam.
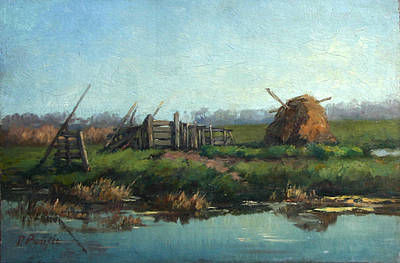
Paul Bodifée (1900): Ackerland, Privatbesitz.
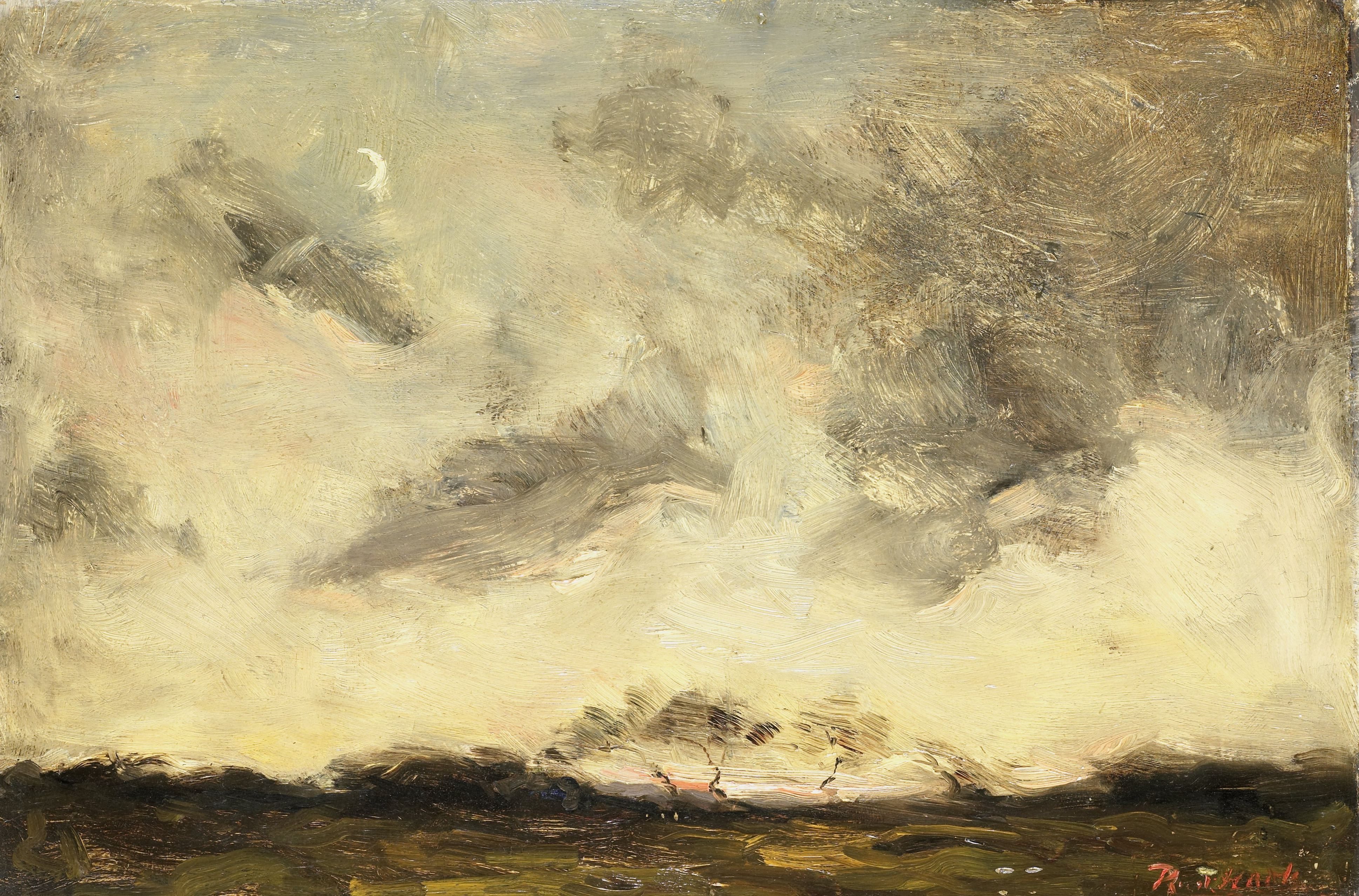
Rudolf Haak (1882/92): Abendsonne, Rijksmuseum zu Amsterdam.
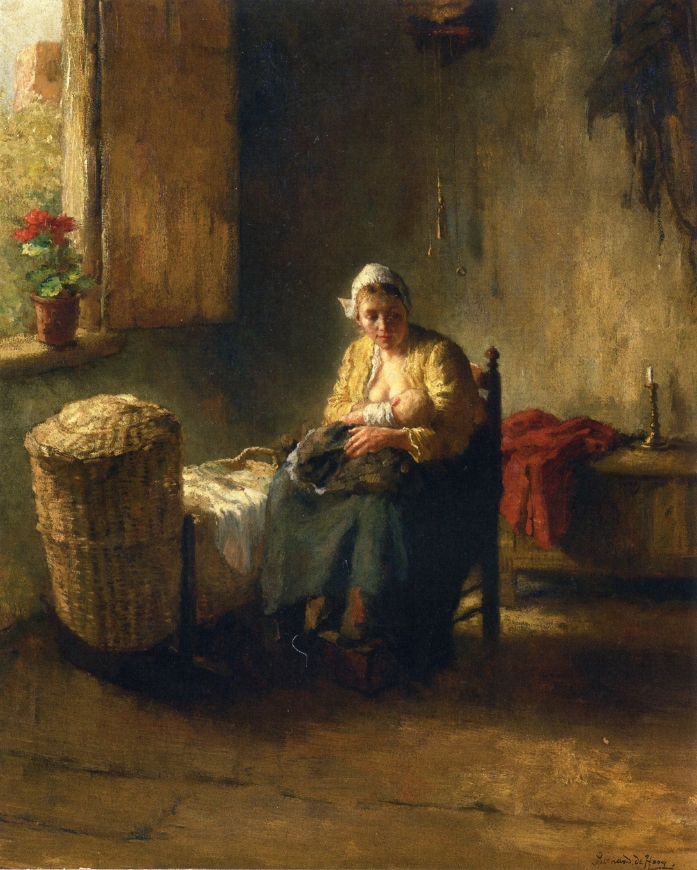
Bernard de Hoog (1920): Die Mutter, Privatbesitz.
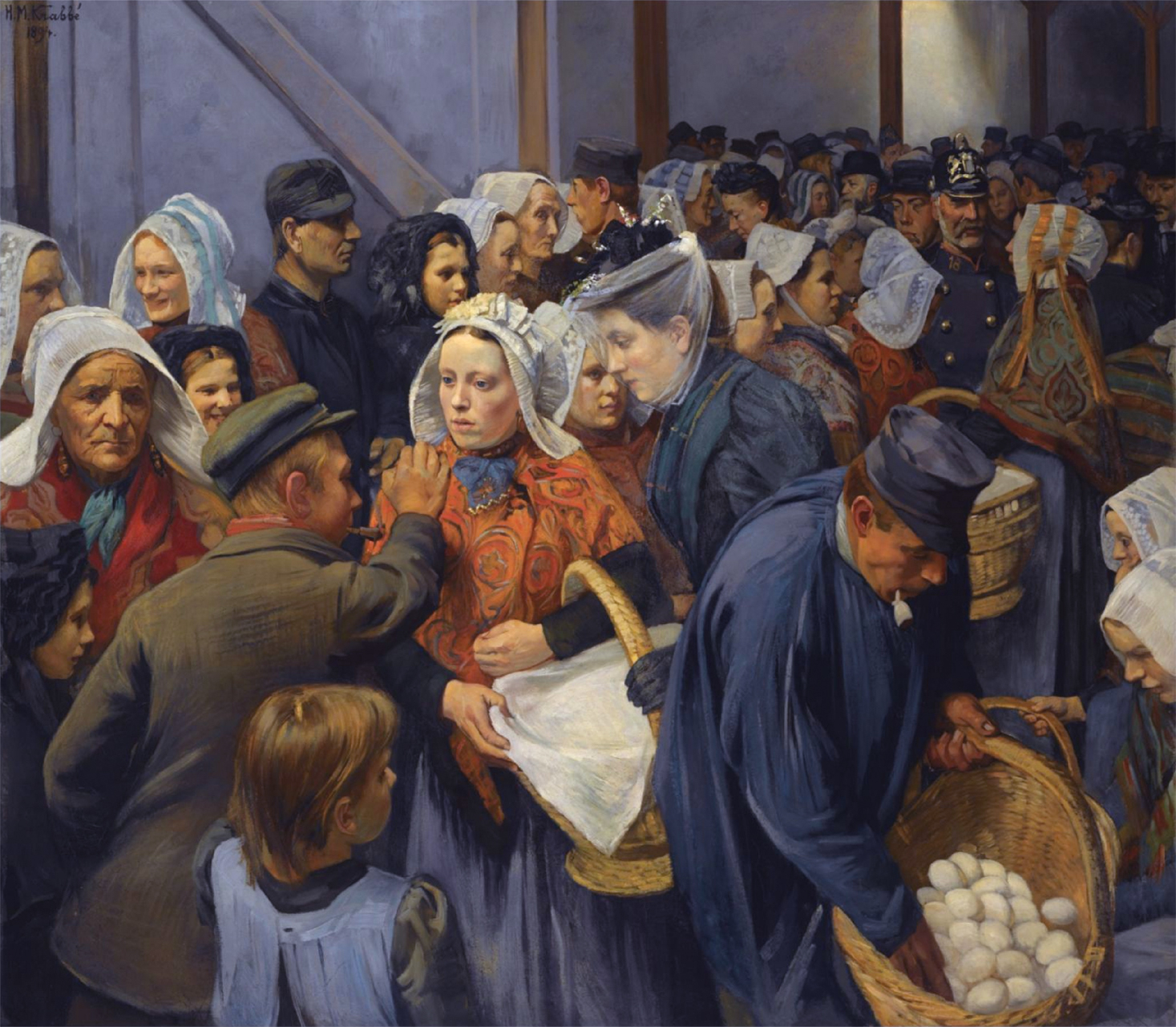
Heinrich Marten Krabbé (1894): Auf dem Markt von Brabant, Privatbesitz.
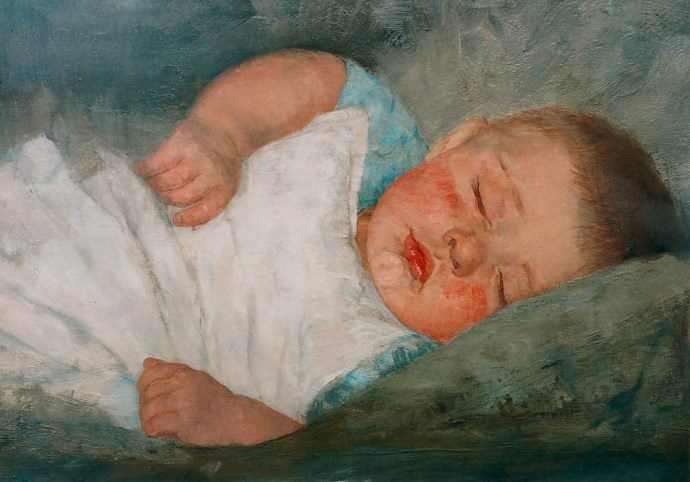
Wally Moes (ca. 1890): Schlafendes Baby, Privatbesitz.
Theo Molkenboer (1896): Selbstportrait, Privatbesitz.
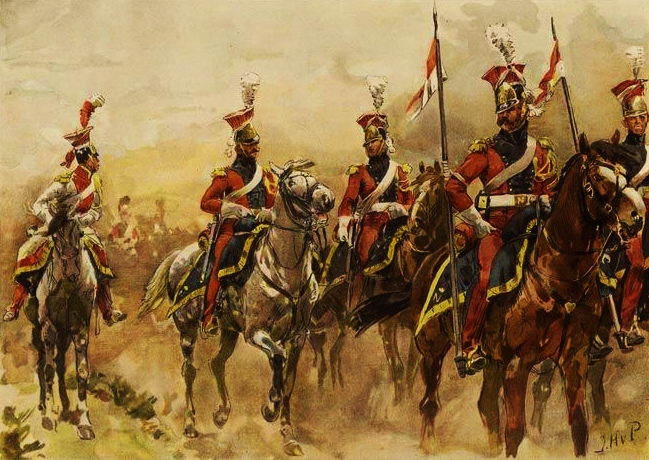
Jan Hoynck van Papendrecht (1933): Rote Lanzenreiter der Imperialen Garde auf dem Vormarsch, Privatbesitz.
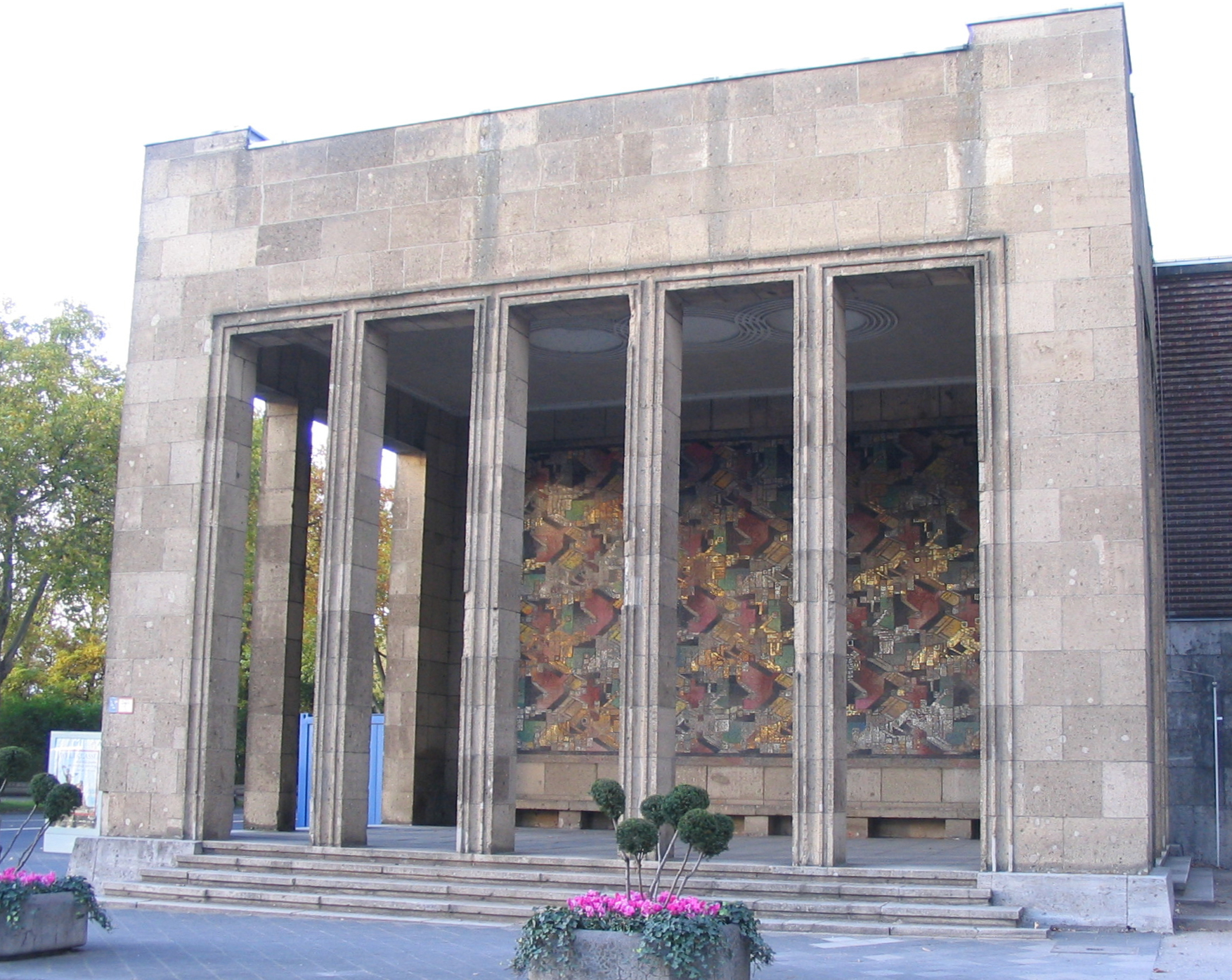
Jan Thorn Prikker: Mosaik am südlichen Ecktempel am Ehrenhof zu Düsseldorf, NRW-Forum Düsseldorf, Joseph-Beuys-Ufer.
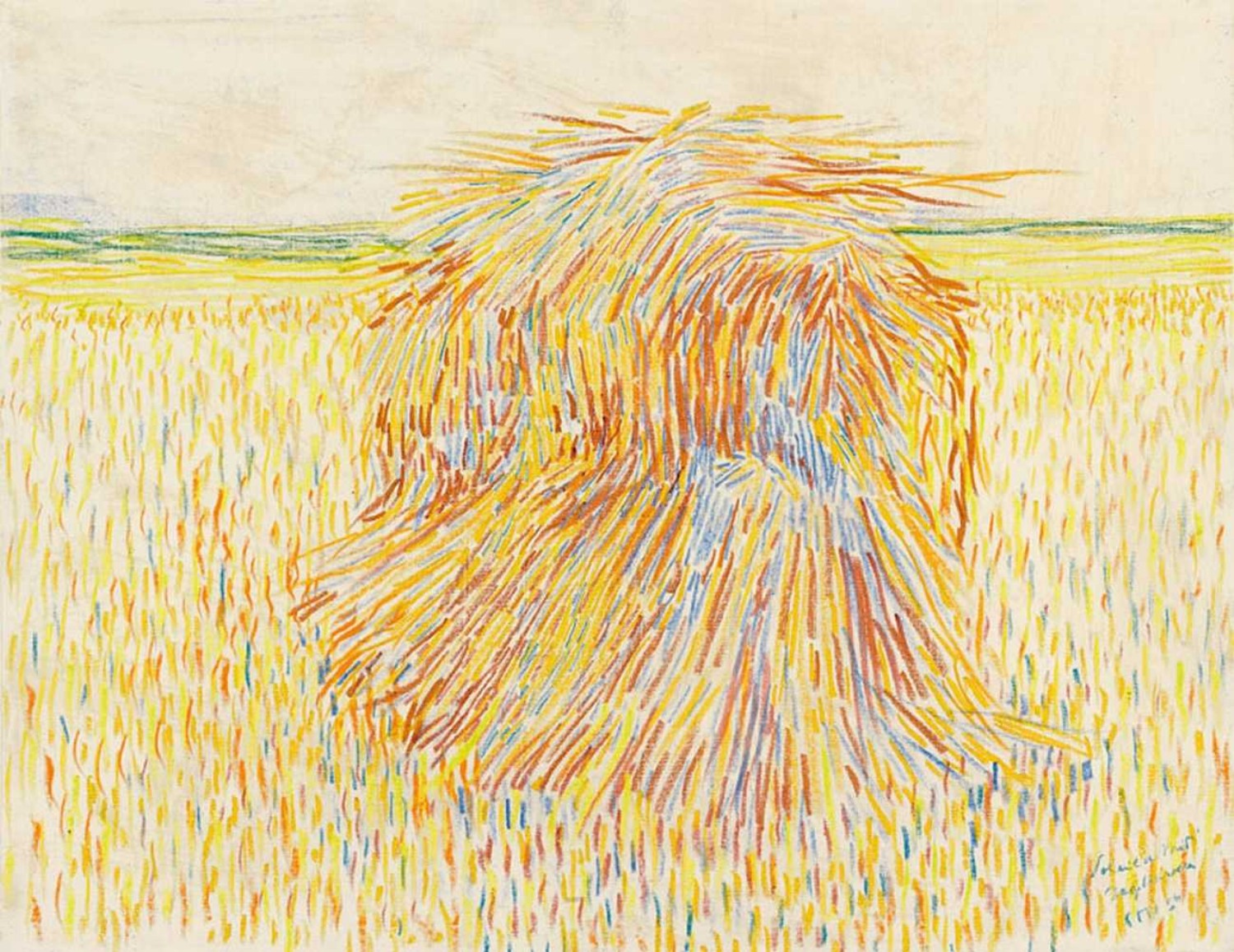
Johan Thorn Prikker (1900): Sonne am Mittag, Privatbesitz.
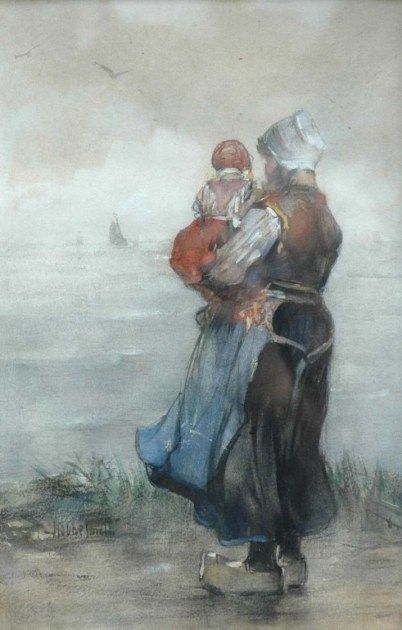
Hobbe Smith (1900): Fischerfrau mit Kind, Privatbesitz.
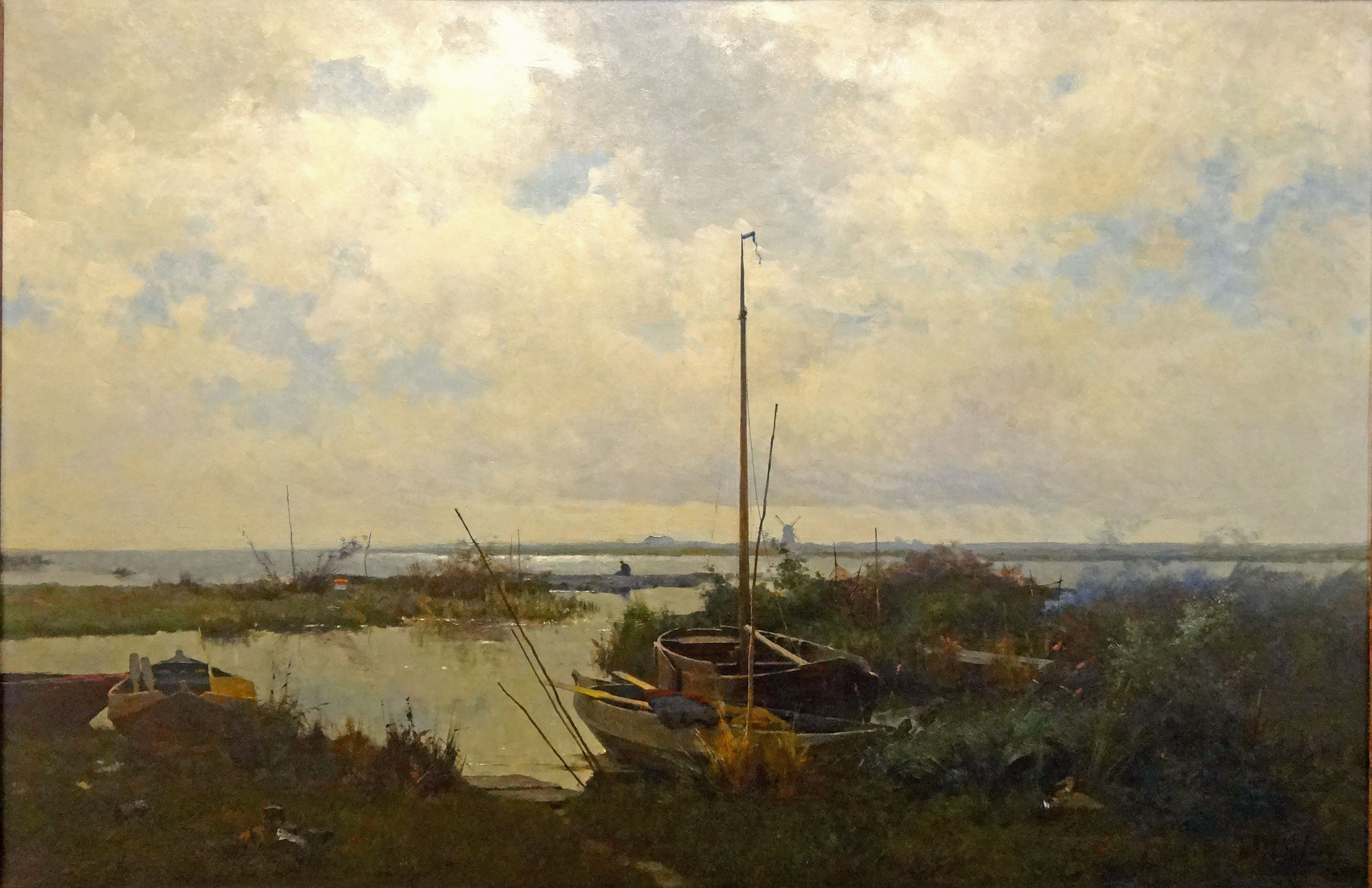
Willem Bastiaan Tholen (1882): Flusslandschaft bei Giethoorn, Museum Gouda.
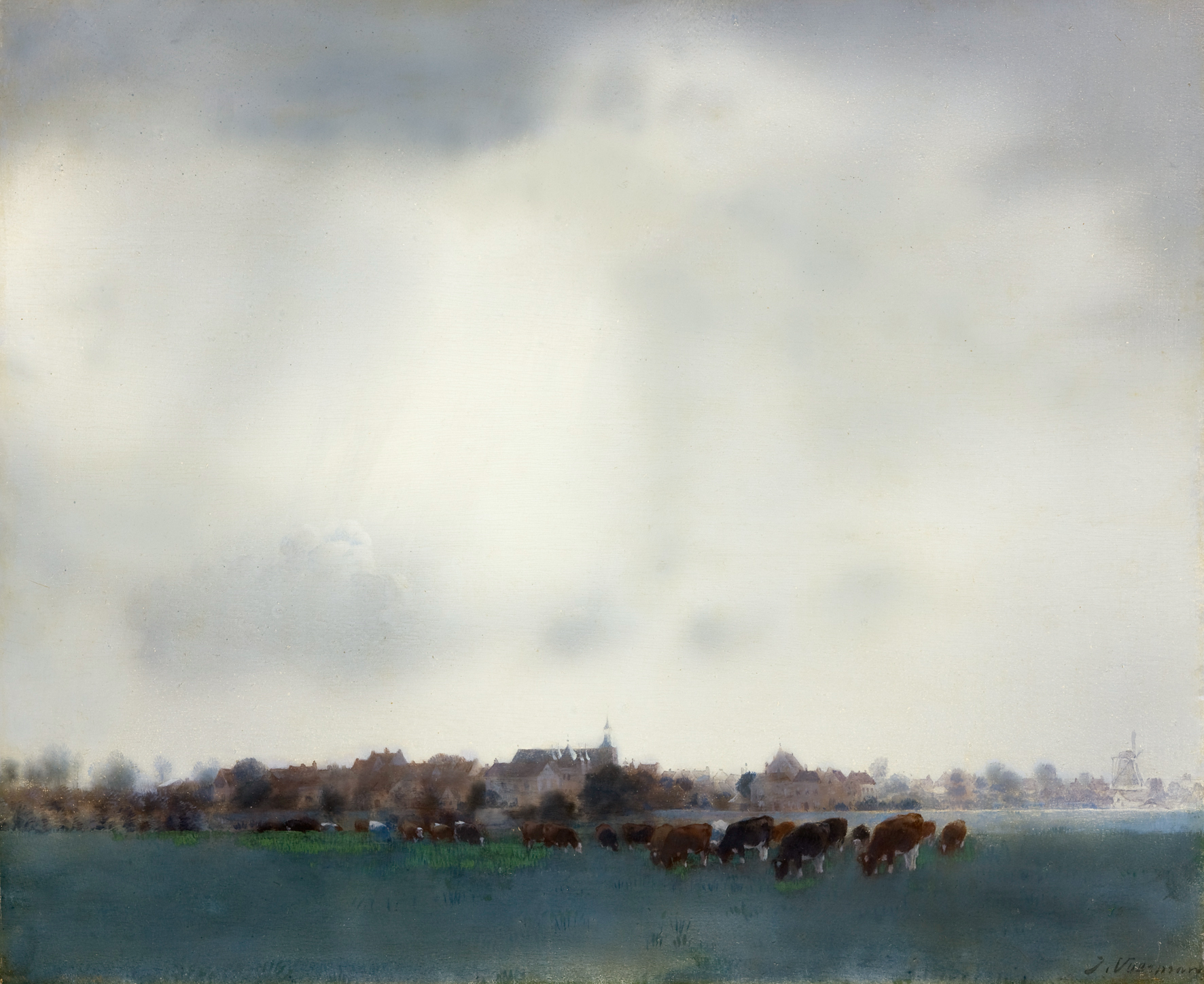
Jan Voerman: Blick auf Hattem, Groniger Museum.
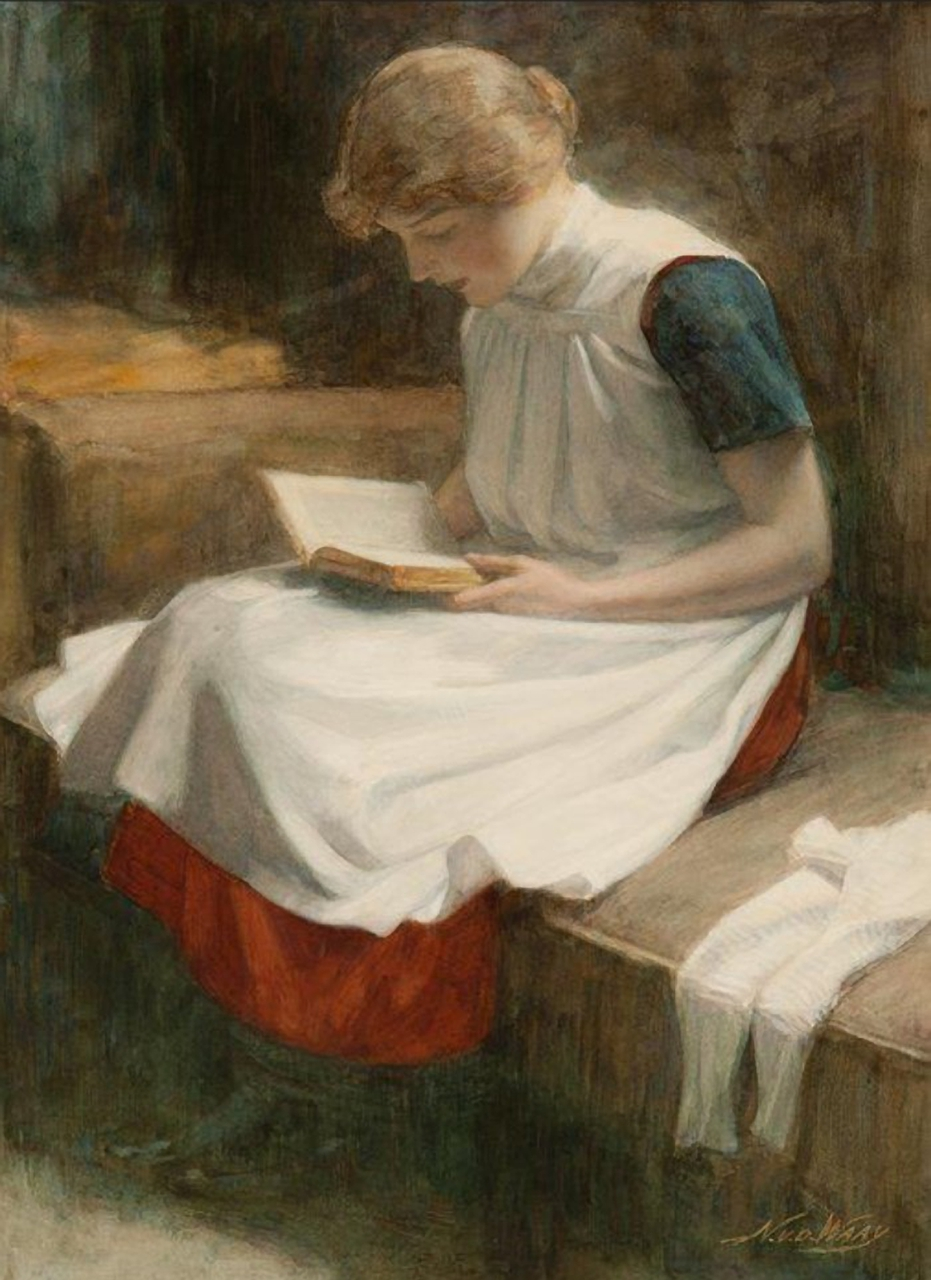
Nicolaas van der Waay (ca. 1900): Lesendes Mädchen, Privatbesitz.
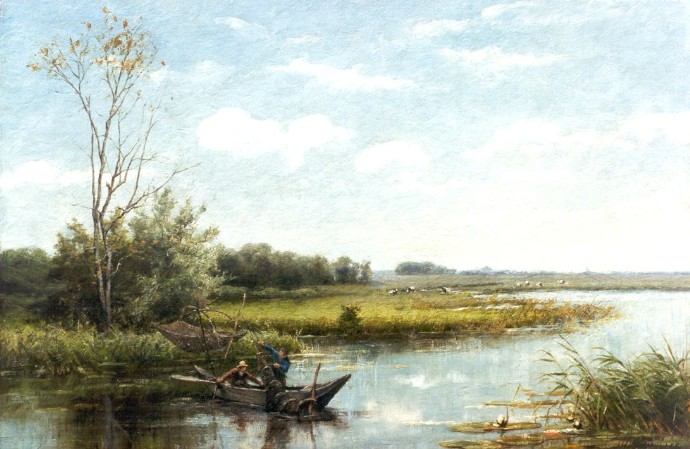
Jan Hillebrand Wijsmuller (1900): Ausbringen der Reusen, Privatbesitz.
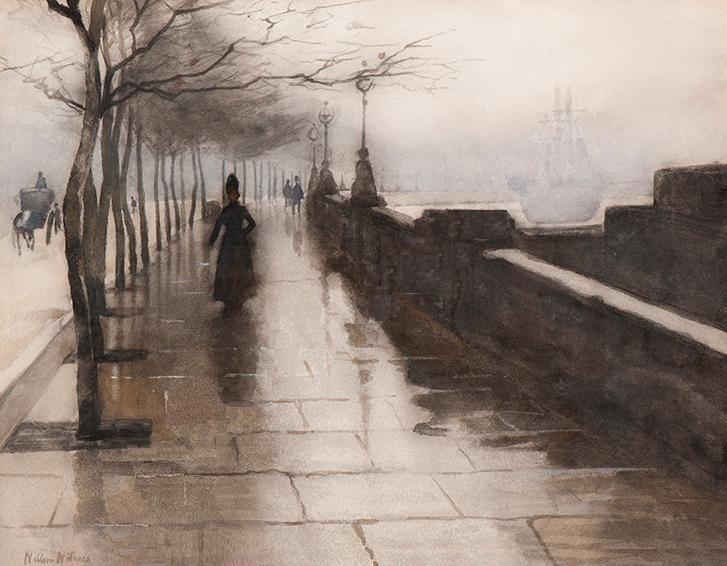
Willem Witsen (1890): Quay entlang der Themse, Privatbesitz.
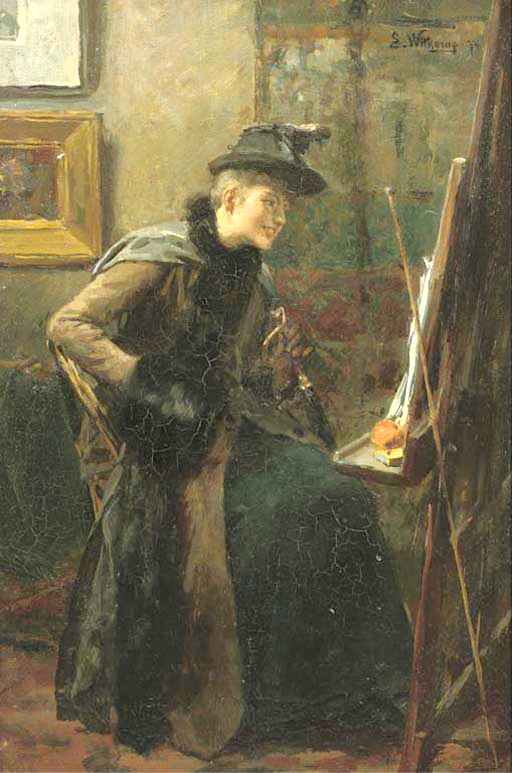
Ernst Witkamp (1872): Besuch in seinem Atelier, Privatbesitz.
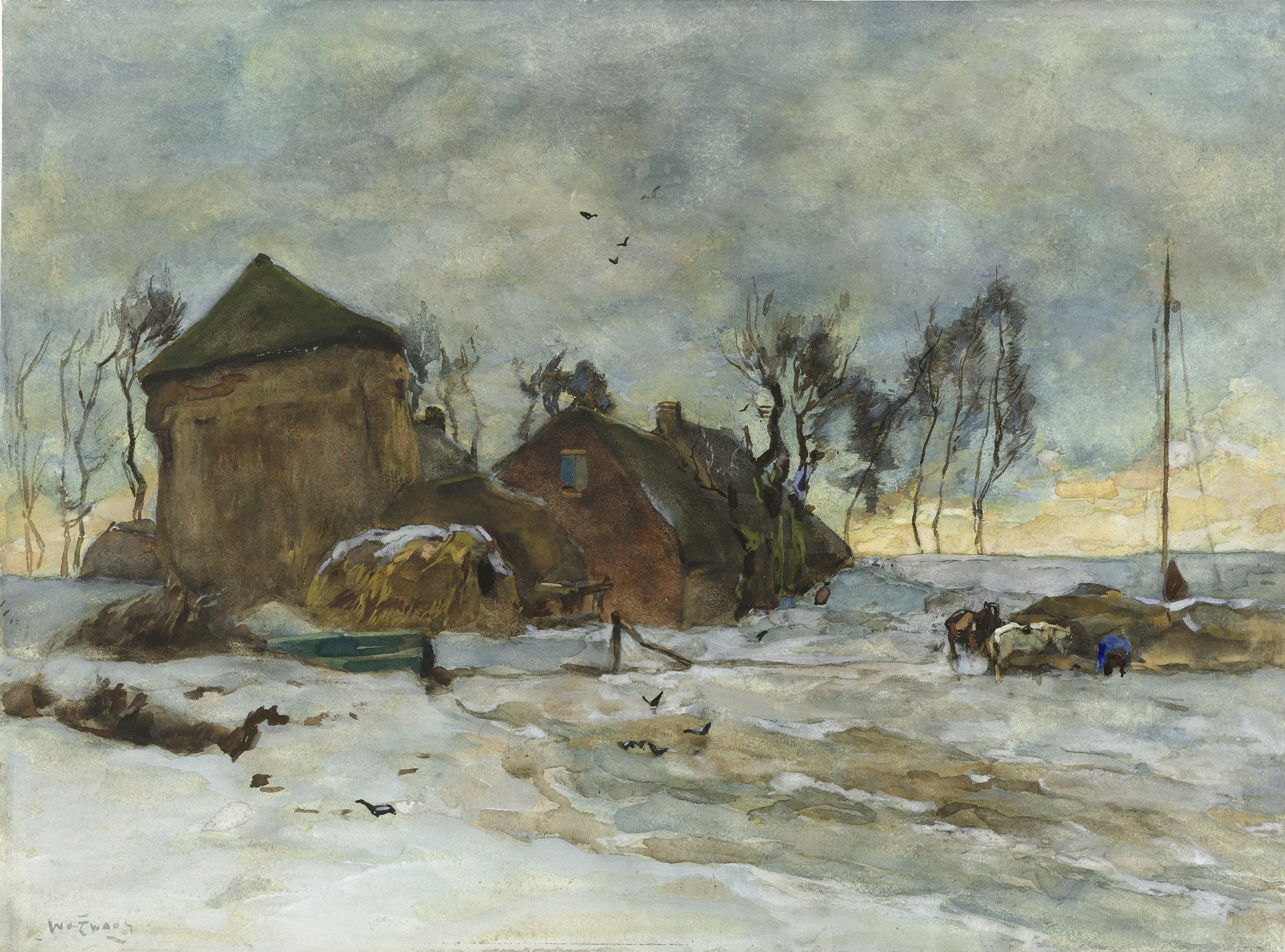
Willem de Zwart (1872/1931): Winterlandschaft, Rijksmuseum.

## Bibliographien
- Bley, Britta: Vom Staat zur Nation: Zur Rolle der Kunst bei der Herausbildung eines niederländischen Nationalbewusstseins im langen 19. Jahrhundert. LIT-Verlag, Münster 2004, ISBN 3-8258-7902-X.
- Reynaerts, Jenny: Der weite Blick – Landschaften der Haager Schule aus dem Rijksmuseum. Ausstellungskatalog. Hatje Cantz, Ostfildern 2008, ISBN 978-3-7757-2270-4.
- Suyver, Renske: A Reflection of Holland – the Best of the Hague School in the Rijksmuseum. Rijksmuseum Amsterdam, 2011, ISBN 978-90-8689-048-4.
- Sillevis, John; Kraan, Hans und Dorn, Roland: Die Haager Schule – Meisterwerke der holländischen Malerei des 19. Jahrhunderts aus Haags Gemeentemuseum. Ausstellungskatalog. Ed. Braus, Heidelberg 1987, ISBN 3-925835-08-3.
- Leeuw, Ronald de, Sillevis, John, Dumas, Charles (Hrsg.): The Hague school – Dutch masters of the 19th century. Ausstellungskatalog. Gemeentemuseum, Den Haag/ Weidenfeld & Nicolson, London 1983, ISBN 0-297-78069-7.
- Wagner, Anna: Die Haager Schule – Holländische Maler vor hundert Jahren. Rheinisches Landesmuseum, Bonn 1972, ISBN 3-7927-0142-1.